# Recobriment (topologia)
En matemàtica, una col·lecció de subconjunts A d'un conjunt X és un recobriment de X o una coberta de X, si la unió dels elements de la col·lecció A conté a X. A més, si els subconjunts de X d'aquesta col·lecció A satisfan l'ésser disjunts per parells, A s'anomena partició de X. Si el conjunt X té estructura d'espai topològic, el recobriment A s'anomena recobriment obert, o indistintament coberta oberta, si cada element de A és un conjunt obert a X .

## Conceptes relacionats
Un conjunt X es diu compacte si cada recobriment obert de X conté una subcol·lecció finita la qual també és recobriment de X .
Un recobriment de X es diu localment finit si tot punt de X té un entorn que interseca només un nombre finit de conjunts del recobriment. Expressat amb símbols, C ={ U  α }és localment finit si per a tot x ∈ X, hi ha N (x), dins l'entorn de x tal que
{\displaystyle \left\{\alpha \in A:U_{\alpha }\cap N(x)\neq \varnothing \right\}}
és finit.
Subrecobriment i refinament
Si C és un recobriment d'un espai topològic X, un subrecobriment de C és un subconjunt C (format doncs per elements de C) que encara recobreix X .
Un refinament d'un recobriment C de X és un nou recobriment D de X tal que tot conjunt de D estigui contingut en algun conjunt de C. En símbols, {\displaystyle D=V_{\beta \in B}} és un refinament de {\displaystyle U_{\alpha \in A}} quan 
{\displaystyle \forall \beta \ \exists \alpha \ V_{\beta }\subseteq U_{\alpha }}.
Observeu com un subrecobriment està format per una selecció d'elements del recobriment, mentre que un refinament està format per conjunts que són subconjunts dels conjunts del recobriment. Tot subrecobriment és també un refinament, però no viceversa.